# Willy Tänzer
Willy Tänzer (12 dicembre 1889 – 30 novembre 1949) è stato un calciatore tedesco.